# Bredynki
Bredynki [brɛˈdɨnki] (tiếng Đức: Bredinken)  là một ngôi làng thuộc khu hành chính của Gmina Biskupiec, thuộc huyện Olsztyński, Warmińsko-Mazurskie, ở miền bắc Ba Lan. Nó nằm khoảng 9 kilômét (6 mi) phía đông bắc Biskupiec và 39 km (24 mi) về phía đông của thủ đô khu vực Olsztyn.